# 繁峙古城遗址
繁峙古城遗址，位于山西省朔州市应县镇子梁乡城下庄村东北，是中华人民共和国山西省文物保护单位之一。
1986年8月18日，授予山西省文物保护单位，是一座古遗址。